# Višňový sad
Višňový sad (rusky Вишнёвый сад Višnëvyj sad) je divadelní hra Antona Pavloviče Čechova napsaná roku 1903. Hořká, sociálně kritická komedie (s prvky tragédie) o čtyřech jednáních byla poprvé uvedena v Moskvě 30. ledna (podle tehdejšího ruského kalendáře 17. ledna) 1904 k autorovým 44. narozeninám, půl roku před jeho smrtí. Višňový sad je posledním autorovým dílem, psal jej v době, kdy byl těžce nemocen tuberkulózou.
Hra je obrazem zániku nižší ruské šlechty (např.: Raněvská, Gajev), tedy „starého Ruska“ a krizí tradičních hodnot; rozmáhání nové, podnikatelské třídy (Lopachin), tedy modernosti, povrchnosti a dravosti; a svým způsobem i o příchodu ruského revolučního proletariátu. Zachycuje tedy období konce 19. a začátku 20. století na ruském venkově. Nedějová hra stojí na vnitřních monolozích postav, na zvratech, které se dějí „za scénou“ („mezi řádky“), na životních filozofiích jednotlivých postav a na dialozích o smyslu života.

## Postavy
Postavy jednají nerozhodně, nevýrazně a většinou v rozporu se svými ideály či představami; téměř všechny postavy pociťují vnitřní prázdnotu svých životů.
- Ljubov Andrejevna Raněvská – majitelka panství, odmítá přijmout realitu a rozloučit se s vlastním sadem, a tedy i se svým způsobem života. Ctí staré hodnoty a sentimentálním sněním se snaží zakrýt svůj prázdný život
- Aňa – sedmnáctiletá dcera Ljubovi Raněvské, naivně očekává změnu svého života, která má přijít se stěhováním do města
- Varja – adoptivní dcera Ljubovi Raněvské (24letá); snaží se starat o zadlužené panství, i když touží vstoupit do monastýru, tak za Lopachina by se provdala docela ráda
- Jermolaj Alexejevič Lopachin – dříve chudák, téměř bez financí, ale nyní podnikatel, jenž koupil višňový sad a nechal jej zničit, čímž zničil i rodinné vzpomínky Ljubovi Raněvské na dětství strávené na panství. Rychlému zisku obětuje i vztah s Varjou
- Leonid Andrejevič Gajev – bratr Ljubovi Raněvské, nemá práci a cítí tedy vinu, že sestře finančně nepomáhá
- Firs – velmi starý (87) oddaný komorník, který je velmi nemocen, umírá v domě, ve kterém je nedopatřením zapomenut
- Pjotr Sergejevič (Pěťa) Trofimov – láska k Anně ho mění v poměrně aktivního člověka
- Jaša – komorník chovající se povýšeně
- Boris Borisovič Simeonov-Piščik – statkář, známý Raněvské
- Šarlotta Ivanovna – guvernantka
- Semjon Pantělejevič Jepichodov – účetní
- Duňaša – pokojská
- opilý kolemjdoucí
- přednosta stanice
- poštovní úředník
- hosté
- služebnictvo

## Obsah
Ljubov Andrejevna Raněvská se s dcerou Aňou vrací z Paříže, kam odjely po tragické smrti syna Gríši. Návrat na rodné sídlo v ní probudil sentimentální myšlenky. Vrací se z důvodu nedostatku financí. Statek je natolik zadlužen, že je jen kousek před krachem i přesto, že se o něj svědomitě stará Varja, nevlastní dcera Raněvské.
Statek má být prodán i s krásným višňovým sadem, proto Varjin nápadník, podnikatel Lopachin, radí pronajmout pozemky sadu chatařům, ale jeho návrh se Raněvské a jejímu bratrovi Gajevovi vůbec nezamlouvá, odmítají rozprodat svou minulost. Na dražbě panství překvapivě koupí Lopachin a nechává višňový sad vykácet.
Panovačná služebná Duňaša, odmítla již několik nabídek ke sňatku, ale zamilovala se do mladíka Jaši, prožívají krátký vztah, ale nakonec ji Jaša opustí kvůli své kariéře. Rodina se rozpadá, všem se změní jejich život. Varja se rozchází s Lopachinem, protože o ni již Lopachin nemá zájem. Raněvská a Gajev se, spolu s komorníkem Jašou, vracejí zpět do Paříže. Jaša se díky tomu zbaví panské Duňaši, a naivní Aňu láká nový život, respektive změna života.
Péťa Trofimov, student a bývalý učitel zesnulého Gríši, stejně jako Aňa věří, že Lopachin koupil panství jen dočasně. Hru ukončuje monolog nemocného komorníka Firse. Nevšimli si, že zůstal v domě určeném k demolici, a tak zapomenut může jen čekat na nevyhnutelný konec.

## Jazyk a styl
Čechov ve hře užil techniku tzv. monologizace dialogů, dialogy postav se vzájemně rozestupují do samostatných monologů, a tak přestávají být svázány s promluvou partnera. Takové „dialogy“ umožňují hlouběji nahlédnout do nitra postav a zároveň vyjadřují jejich vnitřní osamělost.

## Filmová adaptace
V roce 1979 vznikl československý televizní film Višňový sad, v režii Jozefa Budského, v hlavních rolích: Leopold Haverl, Ladislav Chudík, Ivan Mistrík.

## Rozhlasové adaptace
- Košická redakce Československého rozhlasu natočila roku 1955 stejnojmennou hru. Rozhlasová úprava Ján Dohňanský; dramaturgie Ladislav Učník; překlad Ján Belnay; technická realizace Anna Šebová; zvuková realizace Ján Backstuber a Anna Šebová. V režii Martina Hrušky účinkovali Božena Muchová, Elena Kleisová, Elena Volková, František Dadej, František Kmec, Zoltán László, František Kabrheľ, Ondrej Grega, Beatrica Bočová, Peter Macko a Marián Kleis.[2]
- Českojazyčnou adaptaci z roku 1973 pro rozhlas upravil a režíroval Miloslav Jareš. Dramaturgie Jaroslava Strejčková; překlad Bohumil Mathesius; hudba Jiří Váchal; účinkovali Viola Zinková, Jaroslava Pokorná, Růžena Merunková, Josef Patočka, Otakar Brousek st., Bořivoj Navrátil, František Hanus, Luděk Kopřiva, Drahomíra Fialková, Stanislav Neumann a Zdeněk Ornest.[3]
- Český rozhlas léta 2020 vyrobil stejnojmenný radiokus. Překlad Leoš Suchařípa; rozhlasová úprava a dramaturgie Martin Velíšek; hudba Jan Jirucha; zvukový mistr Tomáš Pernický a Jan Trojan; asistentka režie Radka Tučková. V režii Aleše Vrzáka vystupovali: Tatiana Wilhelmová Dyková, Eliška Zbranková, Tereza Dočkalová, Ondřej Vetchý, Ondřej Brousek, Jan Dolanský, Radek Holub, Barbora Hrzánová, Kamil Halbich, Ivana Uhlířová, Jaroslav Satoranský a Kryštof Bartoš. Roku 2021 vydal Radioservis.[4]

## Višňový sad v českých divadlech
- Divadlo pod Palmovkou. Režie: Ondřej Sokol, hrají: Hana Seidlová, Radek Holub, Miroslava Pleštilová, Ida Sovová, Aleš Procházka, Jan Skopeček, Karel Vlček, Tereza Kostková / Eva Kodešová, Jan Teplý ml., Kateřina Macháčková, Otto Rošetzký, Ivo Kubečka, Michael Kubečka a další. Hru premiérovali 8. dubna 2005; derniéra se konala v červnu 2007.[5]
- Divadlo na Vinohradech v Praze. Režie: Vladimír Morávek, hrají: Dagmar Havlová-Veškrnová, Jiřina Jirásková, Viktor Preiss, Pavla Tomicová, Martin Stropnický, Lucie Juřičková, Svatopluk Skopal, Andrea Elsnerová, Pavel Batěk, Ilja Racek, Martin Zahálka, Jiří Dvořák, Jiří Žák a další. Hra měla premiéru 5. února 2008.
- Komorní scéna Aréna v Ostravě. Režie: Ivan Krejčí, hrají: Alena Sasínová-Polarczyk, Tereza Dočkalová, Petra Kocmanová, Norbert Lichý j. h., Josef Kaluža, Michal Čapka, Dušan Škubal, Dana Fialková j. h., Michal Moučka, Tereza Cisovská, Pavel Cisovský j. h., Albert Čuba, Marek Cisovský, René Šmotek. Hra měla premiéru 21. března 2009.
- Moravské divadlo Olomouc. Režie: Michael Tarant, hrají: Naděžda Chroboková / Jana Paulová, Eliška Dohnalová / Paulína Labudová, Tereza Richtrová, Jaroslav Krejčí, Tomáš Krejčí a další. Kus měl premiéru 3. května 2013.
- Východočeské divadlo Pardubice. Režie: Petr Novotný, hrají: Jindra Janoušková, Petra Tenorová, Kristina Jelínková, Zdeněk Rumpík. Hra měla premiéru 16. a 17. října 2010.[6]
- Divadlo Na zábradlí. Režie: Jan Frič; hrají: Natália Drabiščáková, Natálie Řehořová, Marie Spurná, Miloslav Mejzlík, Stanislav Majer, Ladislav Hampl, Leoš Noha, Kristina Beranová, Jiří Panzner, Magdaléna Sidonová, Stanislava Tomšovská, Ivan Lupták, Václav Petrmichl. Hra měla premiéru 1. května 2013.[7]
- Divadlo pod Palmovkou. Režie: Martin Čičvák, hrají: Gabriela Míčová, Adam Vacula, Pavla Gajdošíková, Anna Kameníková / Kamila Trnková, Radek Valenta, Pavel Nový, Jan Teplý ml., Barbora Kubátová, Daniel Krečmar, Hana Seidlová, Martin Němec, Denny Ratajský a další. Hra měla premiéru 13. září 2021 a derniéru 10. ledna 2023.[8]
- Městské divadlo Mladá Boleslav. Režie: Petr Mikeska, hrají: Lucie Matoušková, Magdalena Jirounková / Barbora Kostkanová j. h., Svatava Hanzl Milková, Radim Madeja, Petr Prokeš, Matěj Vejdělek j. h., Roman Teprt / Ondřej Lechnýř j. h., Karolina Frydecká, Martin Hrubý, Veronika Bajerová, Milan Koníček j. h., Vuk Čelebić j. h., Otakar Jílek j. h. Premiéry se konaly 25. a 26. února 2022.[9]